# Viola pedatifida
Viola pedatifida (лат.) — вид двудольных растений рода Фиалка (Viola) семейства Фиалковые (Violaceae). Естественный ареал — Канада и Соединенные Штаты Америки.

## Ботаническое описание
Многолетнее травянистое растение высотой 5-–30 см с фиолетовыми цветками и 2–11 глубоко разделёнными листьями. Акаулесцентная фиалка, то есть у неё нет листьев на цветоносах. Листья имеют 5–9 ланцетных или линейных долей, вырастают до 7 см в длину и 8 см в поперечнике. Период цветения в Северном полушарии — с марта по июнь. Цветки светло-фиолетовые, три нижних лепестка белые у основания, обычно с волосками. Летом образуются плоды — эллипсоидные коробочки.

## Таксономия
Вид был впервые научно описан в 1831 году шотландским ботаником Джорджем Доном (1798—1856). Видовой эпитет pedatifida на ботанической латыни означает «пальчато-разделённый с расщеплёнными сегментами» и относится к листьям, которые выглядят как птичья лапка с разделёнными внешними пальцами.
Может гибридизироваться с обыкновенной синей фиалкой, Viola sororia.

## Распространение и экология
Viola pedatifida распространена по всей центральной части США и юго-центральной части Канады, от Альберты до Онтарио, на юг до Арканзаса, на запад до Нью-Мексико. Редко встречается в Виргинии, где растёт в сланцевых барренах Аппалачей. На большей части своего ареала вид растёт в сухих прериях и других сухих, солнечных местах обитания. Символ канадской провинции Нью-Брансуик.